# Edward Collins (Politiker, 1941)

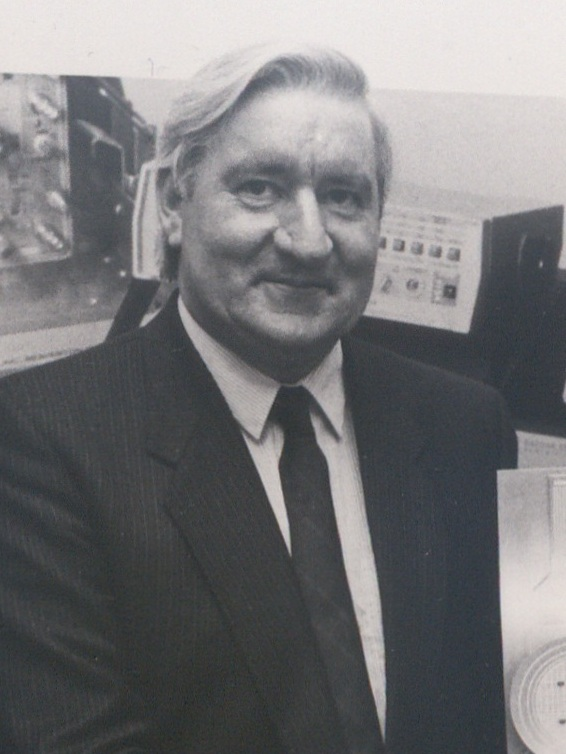
Edward Collins (1985)

Edward Collins (* 1. Februar 1941 im County Waterford, Irland; † 4. März 2019 im County Waterford) war ein irischer Politiker der Fine Gael.

## Biografie
Collins versuchte erstmals 1966, bei einer Nachwahl zum Abgeordneten (Teachta Dála) des Unterhauses (Dáil Éireann) im Wahlkreis Waterford gewählt zu werden. Das misslang, allerdings konnte er 1969 bei den regulären Wahlen in das Unterhaus einzuziehen und diesen Sitz bis zu den Wahlen 1987 verteidigen. Von 1964 bis 1981 gehörte er dem Rat von Waterford an. 1975 war er der Bürgermeister von Waterford.
Taoiseach Garret FitzGerald ernannte Collins am 30. Juni 1981 zum Staatsminister für Öl- und Mineralienprospektion im Industrie- und Energieministerium. Mit dem Regierungswechsel endete dieses Amt bereits am 9. März 1982. In der Regierung FitzGerald II wurde er am 16. Dezember 1982 erneut zum Staatsminister für Energiefragen im selben Ministerium ernannt. Als Ende 1983 die Ministerien neugeordnet wurden, wurde er am 15. Dezember 1983 zum Staatsminister für Wirtschaftsangelegenheiten im Industrie- und Handelsministerium ernannt. Diese Aufgabe hatte er vom 13. Februar 1986 bis September 1986 als Staatsminister im Energieministerium inne. FitzGerald verlangte von Collins, von seinem Amt zurückzutreten, nachdem bekannt geworden war, dass Collins einen Interessenskonflikt nicht offengelegt hatte, der sein eigenes Unternehmen in der Fleischindustrie betraf. Da Collins nicht zurücktrat, entließ FitzGerald ihn als Staatsminister.
Da er bei der Wahl 1987 seinen Sitz nicht verteidigen konnte, zog er sich zurück und lehrte Betriebswirtschaftslehre. Er blieb in der Fleisch- und Fischindustrie aktiv.
Mit seiner Frau Leila hatte er eine Tochter und einen Sohn.

## Quelle
- Eintrag auf der Homepage des Oireachtas